# Der große Treck

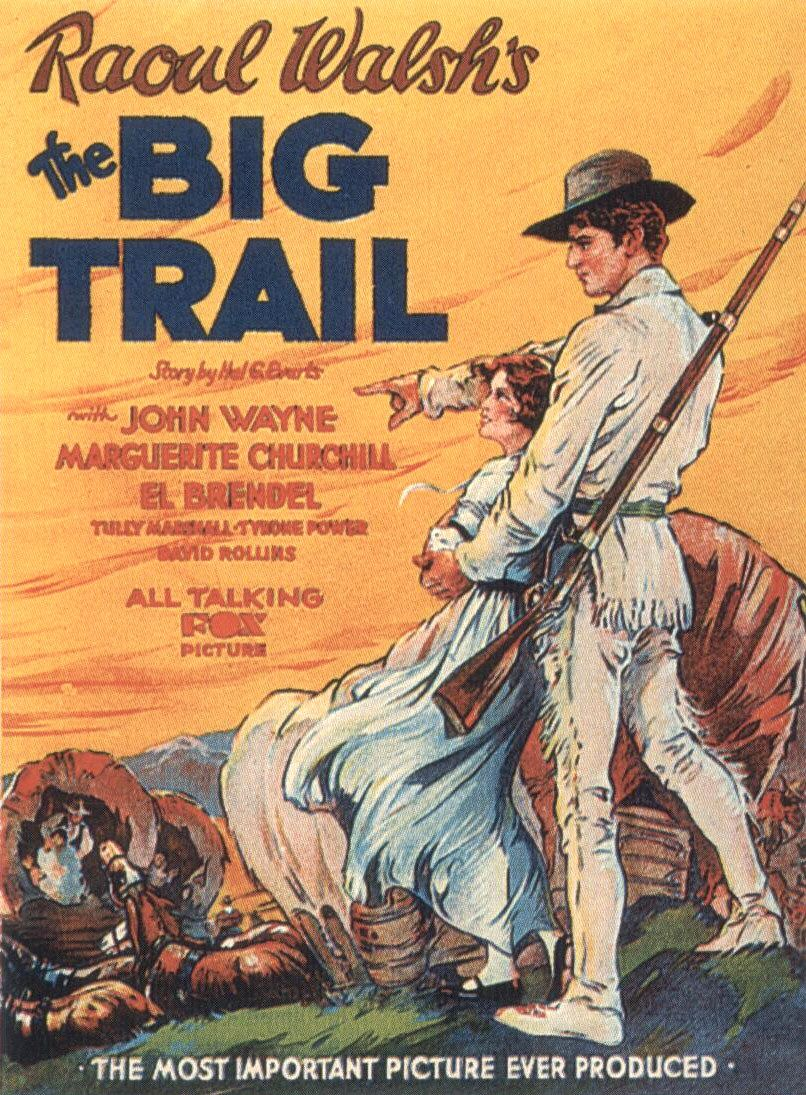
Filmposter aus dem Jahr 1930

Der große Treck (im Original The Big Trail) ist ein US-amerikanischer Western von Raoul Walsh aus dem Jahre 1930. Das Drehbuch basiert auf einer Erzählung von Hal G. Evarts. Die deutsche Premiere fand am 17. Mai 1977 im 3. Programm der ARD statt. Dabei wurde die um 20 Minuten kürzere 35-mm-Fassung ausgestrahlt.

## Handlung
Die Vereinigten Staaten um 1840: Der junge Trapper Breck Coleman trifft am Mississippi River einen Siedlertreck, der von Missouri über den Oregon Trail im Pazifischen Nordwesten eine neue Heimat finden will. Coleman ist von Rachegedanken getrieben, weil ein Trapperfreund von ihm getötet wurde, und will dessen Mörder aufspüren. Zunächst lehnt er daher ein Angebot der Siedler ab, bei ihrem Treck als Leiter zu fungieren. Er ändert jedoch seine Meinung, als er erfährt, dass der finstere Red Flack mit seinem Kumpanen Lopez einen an den Siedlertreck angekoppelten Viehtrieb leitet. Er verdächtigt Red Flack aufgrund von Indizien, der Mörder seines Freundes zu sein. 
Unterwegs ist der Treck mit vielen Gefahren und Erlebnissen besonderer Art konfrontiert: Büffeljagden, Flussüberquerungen, Schneestürme und Indianerüberfälle. Zudem müssen die Wagen die Rocky Mountains überqueren. Breck verliebt sich in die Siedlerin Ruth Cameron, die sich aber zunächst dem Glücksspieler Bill Thorpe zuwendet. Während der Reise kommt Breck Red Flack als Mörder seines Freundes auf die Spur. Thorpe, der unter dem Einfluss Flacks steht, versucht Breck zu töten, wird aber von Brecks Freund Zeke erschossen. Schließlich kommen die Siedler in einem Tal an und besiedeln dieses. Breck bricht nochmals in die Wildnis auf, um den Tod seines Freundes an Flack zu rächen. Ruth, die sich inzwischen in ihn verliebt hat, muss mehrere Monate auf Colemans Rückkehr warten, doch mit dem Frühling kehrt er zu den Siedlern und zu Ruth zurück.

## Hintergrund
Der etwa zwei Millionen US-Dollar teure Film wurde von der Fox Film Corporation produziert. Bei den Dreharbeiten wurden 4.300 Meilen in sieben Staaten zurückgelegt. Dabei wurden 123 Gepäckwagen zum Transport eingesetzt. Gedreht wurde in Arizona (Grand-Canyon-Nationalpark, Yuma), Kalifornien (Sequoia National Park, Sacramento), Wyoming (Yellowstone-Nationalpark, Jackson Hole, Grand Teton Pass), Idaho, Montana (Moiese), Utah und Oregon. Bei dem Film wirkten 93 Hauptakteure, 20.000 Komparsen, 725 Indianer von fünf Stämmen (Shoshone, Arapaho, Blackfoot, Crow und Cheyenne), 12 Indianische Führer, 200 technische Mitarbeiter, unter ihnen allein 22 Kameramänner, mit. An Tieren wurden 1.800 Rinder, 1.400 Pferde, 500 Büffel und 700 Hühner, Schweine und Hunde eingesetzt. Zudem wurden 185 Planwagen eingesetzt.
Die Rolle des Breck Coleman sollte zuerst Gary Cooper übernehmen. Als dieser die Rolle niederlegte, gab Regisseur Walsh Marion Mitchell Morrison die Hauptrolle, seine erste in seiner Karriere und gab dem bis dahin unbekannten Schauspieler den Künstlernamen John Wayne. Für Tyrone Power sr. war es die erste und einzige Sprechrolle in seiner Filmkarriere. Der Film war sein letzter, bevor er im Dezember 1931 verstarb. Einen nicht in den Credits erwähnten Auftritt als Sid Bascom hatte Ward Bond. Ebenso unerwähnt bleibt die Rolle eines Jungen für Robert Parrish, dem späteren preisgekrönten Filmeditor.

## Kritiken
„Einer der ersten Tonfilmwestern, der mit drastischem Realismus die Strapazen von Menschen und Tieren in unwegsamer Gegend schildert.“

„The Big Trail gehört zum Western-Subgenre des Planwagen- oder Treckfilms. […] Raoul Walsh setzt freilich dem pompösen Wesen des Subgenres einen poetisch-lässigen Stil entgegen, der so schön und locker wirkt wie der unnachahmliche Gang von John Wayne. The Big Trail ist so weniger ein heroischer Pionierwestern als vielmehr – wie viele spätere Walsh-Filme, etwa Pursued oder Colorado Territory – ein Trip in eine amerikanische terrain vague, ein Road Movie durch innere und äußere amerikanische Welten, durch unschuldige Landschaften der Sehnsucht und der Unwägbarkeit.“

## Auszeichnungen
Der Film wurde 2006 in National Film Registry des National Film Preservation Board aufgenommen.

## Filmversionen
Raoul Walsh drehte gleichzeitig neben der 35-mm-Version vier weitere Versionen des Films:
- eine 70-mm-Version in der Grandeur-Technik für die Vorführung in großen Kinos
- eine französische Version, La Piste des géants, mit Gaston Glass, Jeanne Helbling, Raoul Paoli und Louis Mercier, 105 Minuten, Co-Regisseur: Pierre Couderc
- eine italienische Version, Il grande sentiero, mit Franco Corsaro, Luisa Caselotti, Guido Trento und Franco Puglia, unbekannte Länge, Co-Regisseur: Louis Loeffler
- eine spanische Version, Horizontes nuevos, mit George Lewis, Carmen Guerrero Franco, Roberto Guzmán und Martin Garralaga, unbekannte Länge, Co-Regisseur: David Howard
- eine deutsche Version, Die große Fahrt, mit Theo Shall, Marion Lessing, Peter Erkelenz und Ullrich Haupt, 79 Minuten, Co-Regisseur: Lewis Seiler